# Polygrammodes zischkai
Polygrammodes zischkai là một loài bướm đêm trong họ Crambidae.